# Natação no Campeonato Mundial de Esportes Aquáticos de 2009 - 100 m costas masculino
A prova dos 100 metros costas masculino da natação no Campeonato Mundial de Esportes Aquáticos de 2009 ocorreu nos dias 27 e 28 de julho no Stadio del Nuoto em Roma.

## Recordes
Antes desta competição, os recordes mundiais e do campeonato nesta prova eram os seguintes:
| Tipo                  | Atleta        | Tempo | Local        | Data                | Ref |
| --------------------- | ------------- | ----- | ------------ | ------------------- | --- |
|                       | Aaron Peirsol | 51,94 | Indianápolis | 8 de julho de 2009  | ver |
| Recorde do campeonato | Aaron Peirsol | 52,98 | Melbourne    | 27 de março de 2007 | ver |

## Medalhistas
| Ouro             | Prata             | Bronze                  |
| Junya Koga (JPN) | Helge Meeuw (GER) | Aschwin Wildeboer (ESP) |

## Resultados

### Eliminatórias
Estes são os resultados das eliminatórias:
| Pos. | Atleta                     | Tempo | Bateria | Raia | Notas                 |
| ---- | -------------------------- | ----- | ------- | ---- | --------------------- |
| 1    | ESP Aschwin Wildeboer      | 52.93 | 12      | 4    | Recorde do campeonato |
| 2    | JPN Ryosuke Irie           | 53.00 | 11      | 4    |                       |
| 3    | GBR Liam Tancock           | 53.08 | 11      | 3    |                       |
| 3    | JPN Junya Koga             | 53.08 | 13      | 5    |                       |
| 3    | USA Aaron Peirsol          | 53.08 | 13      | 4    |                       |
| 6    | GER Helge Meeuw            | 53.28 | 13      | 3    |                       |
| 7    | AUS Ashley Delaney         | 53.33 | 12      | 6    |                       |
| 8    | AUT Markus Rogan           | 53.62 | 11      | 2    |                       |
| 9    | FRA Jeremy Stravius        | 53.67 | 12      | 3    |                       |
| 10   | RUS Arkady Vyatchanin      | 53.73 | 11      | 5    |                       |
| 11   | ITA Mirco Di Tora          | 53.77 | 12      | 7    | Recorde nacional      |
| 12   | ESP Juan Miguel Rando      | 53.89 | 10      | 0    |                       |
| 12   | RUS Stanislav Donets       | 53.89 | 11      | 6    |                       |
| 14   | NED Nicolaas Driebergen    | 53.94 | 10      | 5    |                       |
| 14   | GRE Aristeidis Grigoriadis | 53.94 | 13      | 2    |                       |
| 16   | USA Mattew Grevers         | 54.04 | 12      | 5    |                       |
| 17   | CAN Pascal Wollach         | 54.08 | 12      | 2    |                       |
| 18   | BRA Guilherme Guido        | 54.17 | 13      | 7    |                       |
| 19   | FRA Benjamin Stasiulis     | 54.18 | 13      | 6    |                       |
| 20   | RSA George Du Rand         | 54.29 | 11      | 8    |                       |
| 21   | ROU Razvan Ionut Florea    | 54.47 | 13      | 1    |                       |
| 22   | ISR Guy Markus Barnea      | 54.51 | 13      | 8    |                       |
| 23   | NZL Daniel Bell            | 54.58 | 13      | 0    |                       |
| 24   | GBR Marco Loughran         | 54.61 | 11      | 1    |                       |
| 25   | BRA Leonardo Guedes        | 54.64 | 12      | 1    |                       |
| 26   | POL Radoslaw Kawecki       | 54.66 | 11      | 0    |                       |
| 27   | RSA Charl Van Zyl          | 54.67 | 10      | 6    |                       |
| 28   | IRL Karl Burdis            | 54.74 | 10      | 9    |                       |
| 29   | ITA Damiano Lestingi       | 54.77 | 11      | 7    |                       |
| 30   | COL Omar A. Pinzon Garcia  | 54.97 | 11      | 9    |                       |

| Ver o restante da classificação | Ver o restante da classificação | Ver o restante da classificação | Ver o restante da classificação | Ver o restante da classificação | Ver o restante da classificação | Ver o restante da classificação |
| Pos.                            | Atleta                          | Tempo                           | Bateria                         | Raia                            | Notas                           |                                 |
| ------------------------------- | ------------------------------- | ------------------------------- | ------------------------------- | ------------------------------- | ------------------------------- | ------------------------------- |
| 31                              | CAN Jake Tapp                   | 54.99                           | 12                              | 0                               |                                 |                                 |
| 32                              | AUS Robert Hurley               | 55.18                           | 12                              | 8                               |                                 |                                 |
| 33                              | CHN Jianbin He                  | 55.24                           | 10                              | 7                               |                                 |                                 |
| 34                              | KOR Min Sung                    | 55.39                           | 12                              | 9                               |                                 |                                 |
| 35                              | CHN Feiyi Cheng                 | 55.52                           | 13                              | 9                               |                                 |                                 |
| 36                              | AUT Sebastian Stoss             | 55.57                           | 9                               | 6                               |                                 |                                 |
| 37                              | TUR Derya Buyukuncu             | 55.78                           | 10                              | 4                               |                                 |                                 |
| 38                              | SUI Flori Lang                  | 55.84                           | 10                              | 3                               |                                 |                                 |
| 39                              | CZE Tomas Fucik                 | 56.10                           | 8                               | 7                               |                                 |                                 |
| 39                              | UKR Andriy Kovbasa              | 56.10                           | 10                              | 1                               |                                 |                                 |
| 41                              | ISR Itai Chammah                | 56.15                           | 1                               | 5                               |                                 |                                 |
| 41                              | IRL Donal O'neill               | 56.15                           | 10                              | 8                               |                                 |                                 |
| 43                              | POL Krzysztof Jankiewicz        | 56.23                           | 10                              | 2                               |                                 |                                 |
| 44                              | BEL Bruno Claeys                | 56.34                           | 9                               | 4                               |                                 |                                 |
| 45                              | EST Andres Olvik                | 56.37                           | 8                               | 2                               |                                 |                                 |
| 46                              | GRE Dimitrios Chasiotis         | 56.58                           | 9                               | 1                               |                                 |                                 |
| 47                              | POR Pedro Oliveira              | 56.69                           | 9                               | 8                               |                                 |                                 |
| 48                              | UZB Danil Bugakov               | 56.77                           | 9                               | 3                               |                                 |                                 |
| 49                              | ROU Alexandru Felix Maestru     | 56.80                           | 8                               | 1                               |                                 |                                 |
| 50                              | EST Martin Liivamagi            | 57.00                           | 8                               | 8                               |                                 |                                 |
| 51                              | KAZ Stanislav Ossinskiy         | 57.02                           | 8                               | 5                               |                                 |                                 |
| 52                              | CUB Pedro Medel                 | 57.03                           | 9                               | 2                               |                                 |                                 |
| 53                              | MEX Miguel Robles               | 57.14                           | 9                               | 7                               |                                 |                                 |
| 54                              | SLO Robi Zbogar                 | 57.45                           | 8                               | 3                               |                                 |                                 |
| 55                              | LUX JeanFrancois Schneiders     | 57.49                           | 8                               | 4                               |                                 |                                 |
| 56                              | LAT Konstantins Bohins          | 57.68                           | 7                               | 6                               |                                 |                                 |
| 57                              | ALG Naoufel Benabid             | 57.81                           | 7                               | 5                               |                                 |                                 |
| 58                              | MAR Kouam Amine                 | 57.95                           | 7                               | 8                               |                                 |                                 |
| 59                              | LAT Andrejs Duda                | 58.00                           | 7                               | 2                               |                                 |                                 |
| 60                              | LUX Raphael Stacchiotti         | 58.03                           | 9                               | 0                               |                                 |                                 |
| 61                              | INA Glenn Victor Sutanto        | 58.29                           | 7                               | 7                               |                                 |                                 |
| 62                              | SIN Kai Wee Rainer Ng           | 58.57                           | 7                               | 4                               |                                 |                                 |
| 63                              | HKG Geoffrey Robin Cheah        | 58.69                           | 7                               | 3                               |                                 |                                 |
| 64                              | CUB David Rodriguez             | 58.70                           | 7                               | 1                               |                                 |                                 |
| 65                              | VIE Long Do Huy                 | 58.79                           | 7                               | 0                               |                                 |                                 |
| 66                              | TPE ChaoLin Tsung               | 58.93                           | 8                               | 9                               |                                 |                                 |
| 67                              | URU Nicolas Francia Vina        | 58.94                           | 9                               | 5                               |                                 |                                 |
| 68                              | MDA Artiom Gladun               | 58.97                           | 9                               | 9                               |                                 |                                 |
| 69                              | CGO EmileRony Bakale            | 59.10                           | 6                               | 6                               |                                 |                                 |
| 70                              | KGZ Yury Zaharov                | 59.13                           | 8                               | 6                               |                                 |                                 |
| 71                              | MDA Serghei Golban              | 59.16                           | 6                               | 3                               |                                 |                                 |
| 72                              | SRI Heshan B. Unamboowe         | 59.47                           | 4                               | 9                               |                                 |                                 |
| 73                              | MAR Achelhi Bilal               | 59.49                           | 5                               | 1                               |                                 |                                 |
| 74                              | DOM Jean Luis Gomez             | 1:00.16                         | 6                               | 7                               |                                 |                                 |
| 75                              | TUR Doga Celik                  | 1:00.22                         | 8                               | 0                               |                                 |                                 |
| 76                              | ARM Khachik Plavchyan           | 1:00.31                         | 6                               | 5                               |                                 |                                 |
| 77                              | ZIM Nicholas James              | 1:00.34                         | 5                               | 5                               |                                 |                                 |
| 78                              | AZE Boris Kirillov              | 1:00.44                         | 5                               | 8                               |                                 |                                 |
| 79                              | THA Radomyos Matjiur            | 1:00.61                         | 6                               | 4                               |                                 |                                 |
| 80                              | NAM Byron Briedenhann           | 1:00.85                         | 5                               | 9                               |                                 |                                 |
| 81                              | IND Ashwin Menon                | 1:00.90                         | 5                               | 3                               |                                 |                                 |
| 82                              | UAE Mohammed Al Ghaferi         | 1:01.18                         | 5                               | 6                               |                                 |                                 |
| 83                              | MAC Tong Antonio                | 1:01.41                         | 5                               | 4                               |                                 |                                 |
| 84                              | SUR Marcelino Richaards         | 1:01.65                         | 4                               | 5                               |                                 |                                 |
| 85                              | ISV Ryan Nelthropp              | 1:01.69                         | 4                               | 2                               |                                 |                                 |
| 86                              | FRO Kari J. Hoevdanum A         | 1:01.70                         | 6                               | 1                               |                                 |                                 |
| 87                              | GUA Fernando Castellanos        | 1:01.92                         | 3                               | 4                               |                                 |                                 |
| 88                              | SMR Alberto Tasini              | 1:02.18                         | 5                               | 0                               |                                 |                                 |
| 89                              | KSA Yousuf Essa Al Yousuf       | 1:02.28                         | 6                               | 2                               |                                 |                                 |
| 90                              | BOL Armando Zayas Claure        | 1:02.87                         | 3                               | 5                               |                                 |                                 |
| 91                              | LIB Abbas Raad                  | 1:03.28                         | 6                               | 9                               |                                 |                                 |
| 92                              | MAC Pok Man Ngou                | 1:03.69                         | 4                               | 7                               |                                 |                                 |
| 93                              | IND Praveen Tokas               | 1:03.74                         | 6                               | 8                               |                                 |                                 |
| 94                              | NGR Samson Focados Opuakpo      | 1:03.81                         | 3                               | 1                               |                                 |                                 |
| 95                              | ASA Benjamin Gabbard            | 1:03.86                         | 3                               | 9                               |                                 |                                 |
| 96                              | HON J. Hernandez Maradiaga      | 1:03.98                         | 6                               | 0                               |                                 |                                 |
| 97                              | GRN Nicholas Coard              | 1:04.02                         | 4                               | 1                               |                                 |                                 |
| 98                              | MRI Ronny Vencatachellum        | 1:04.11                         | 4                               | 8                               |                                 |                                 |
| 99                              | AZE Tural Abbasov               | 1:04.47                         | 5                               | 7                               |                                 |                                 |
| 100                             | SEN Matar Samb                  | 1:04.71                         | 5                               | 2                               |                                 |                                 |
| 101                             | MLT Mark Sammut                 | 1:05.08                         | 4                               | 3                               |                                 |                                 |
| 102                             | MLT Edward Caruana Dingli       | 1:05.43                         | 3                               | 7                               |                                 |                                 |
| 103                             | TAH Vincent Perry               | 1:05.72                         | 4                               | 6                               |                                 |                                 |
| 104                             | HON Juan Carlos Sikaffy Diaz    | 1:06.01                         | 3                               | 8                               |                                 |                                 |
| 105                             | MGL Batsaikhan Dulguun          | 1:06.96                         | 4                               | 0                               |                                 |                                 |
| 106                             | MRI Mathieu Gilles Marquet      | 1:07.26                         | 2                               | 4                               |                                 |                                 |
| 107                             | ALB Sidni Hoxha                 | 1:08.15                         | 4                               | 4                               |                                 |                                 |
| 108                             | IRQ Saif Alaslam Saeed Alsaadi  | 1:08.21                         | 1                               | 4                               |                                 |                                 |
| 109                             | FIJ Paul Elaisa                 | 1:08.81                         | 2                               | 8                               |                                 |                                 |
| 110                             | BRU Kent Chung Siu              | 1:08.98                         | 3                               | 2                               |                                 |                                 |
| 111                             | ANG Carlos Alberto              | 1:09.14                         | 2                               | 3                               |                                 |                                 |
| 112                             | TKM Timur Atahanov              | 1:09.42                         | 2                               | 2                               |                                 |                                 |
| 112                             | GUA Gary Pineda                 | 1:09.42                         | 3                               | 0                               |                                 |                                 |
| 114                             | NGR Pepelate Gbagi              | 1:10.45                         | 2                               | 6                               |                                 |                                 |
| 115                             | FIJ Elaijie Erasito             | 1:11.00                         | 2                               | 7                               |                                 |                                 |
| 116                             | LBA Nadir Elmofti               | 1:16.32                         | 2                               | 1                               |                                 |                                 |
| 117                             | MDV Shameel Ibrahim             | 1:19.06                         | 2                               | 0                               |                                 |                                 |

### Semifinal
Estes são os resultados das semifinais:
| Pos. | Atleta                     | Tempo | Bateria | Raia | Notas                 |
| ---- | -------------------------- | ----- | ------- | ---- | --------------------- |
| 1    | JPN Junya Koga             | 52.39 | 1       | 5    | Recorde do campeonato |
| 2    | GER Helge Meeuw            | 52.49 | 1       | 3    |                       |
| 3    | JPN Ryosuke Irie           | 52.73 | 1       | 4    |                       |
| 4    | ESP Aschwin Wildeboer      | 52.76 | 2       | 4    |                       |
| 5    | USA Mattew Grevers         | 52.82 | 1       | 8    |                       |
| 6    | GRE Aristeidis Grigoriadis | 53.03 | 2       | 8    |                       |
| 7    | RUS Stanislav Donets       | 53.11 | 1       | 2    |                       |
| 8    | GBR Liam Tancock           | 53.12 | 2       | 5    |                       |
| 9    | USA Aaron Peirsol          | 53.22 | 2       | 3    |                       |
| 10   | AUS Ashley Delaney         | 53.24 | 2       | 6    |                       |
| 11   | AUT Markus Rogan           | 53.40 | 1       | 6    |                       |
| 12   | FRA Jeremy Stravius        | 53.82 | 2       | 2    |                       |
| 13   | ITA Mirco Di Tora          | 53.88 | 2       | 7    |                       |
| 14   | NED Nicolaas Driebergen    | 53.92 | 1       | 1    |                       |
| 15   | ESP Juan Miguel Rando      | 54.13 | 1       | 7    |                       |
| 16   | RUS Stanislav Donets       | 54.24 | 2       | 1    |                       |

### Final
Estes são os resultados da final:
| Pos.              | Atleta                     | Raia | Tempo | Notas                 |
| ----------------- | -------------------------- | ---- | ----- | --------------------- |
| Medalha de ouro   | JPN Junya Koga             | 4    | 52.26 | Recorde do campeonato |
| Medalha de prata  | GER Helge Meeuw            | 5    | 52.54 |                       |
| Medalha de bronze | ESP Aschwin Wildeboer      | 6    | 52.64 |                       |
| 4                 | JPN Ryosuke Irie           | 3    | 52.73 |                       |
| 4                 | GBR Liam Tancock           | 8    | 52.73 |                       |
| 6                 | RUS Arkady Vyatchanin      | 1    | 52.87 |                       |
| 7                 | USA Mattew Grevers         | 2    | 53.14 |                       |
| 8                 | GRE Aristeidis Grigoriadis | 7    | 53.43 |                       |

## Novos recordes
| Tipo                  | Atleta        | Tempo | Local        | Data                | Ref |
| --------------------- | ------------- | ----- | ------------ | ------------------- | --- |
|                       | Aaron Peirsol | 51,94 | Indianápolis | 8 de julho de 2009  | ver |
| Recorde do campeonato | Junya Koga    | 52,26 | Roma         | 28 de julho de 2009 | ver |

Legenda
| Recorde mundial       | Recorde mundial (World record)               |                       | Recorde africano                      | Recorde africano (African) |                                           | Q | Classificado por posição (Qualified) |
| Recorde do campeonato | Recorde do campeonato (Championship record)  | Recorde da América    | Recorde da América (Americas)         | q                          | Classificado por melhor tempo (Qualified) |   |                                      |
| Melhor marca do ano   | Melhor marca do ano (World leading)          | Recorde asiático      | Recorde asiático (Asian)              | DNS                        | Não largou (Did not start)                |   |                                      |
| Recorde nacional      | Recorde nacional (National record)           | Recorde europeu       | Recorde europeu (European)            | DNF                        | Não terminou (Did not finish)             |   |                                      |
| Recorde pessoal       | Recorde pessoal do atleta (Personal best)    | Recorde da Oceania    | Recorde da Oceania (Oceania)          | DSQ / DQ                   | Desclassificado (Disqualified)            |   |                                      |
| Recorde da temporada  | Recorde da temporada do atleta (Season best) | Recorde sul-americano | Recorde sul-americano (South America) | NM                         | Sem marca (No mark)                       |   |                                      |